# Léon Hurez
Léon Victorien Paul Hurez (Strépy-Bracquegnies, 3 juni 1924 - La Louvière, 27 juli 2004) was een Belgische politicus voor de PSB.

## Levensloop
Léon Hurez groeide op in een socialistisch mijnwerkersgezin. Hij werd al vroeg wees; zijn moeder overleed in 1937, zijn vader was een slachtoffer van de Tweede Wereldoorlog. Hij behaalde in 1943 het diploma van onderwijzer en in 1946 het diploma van wetenschappelijk regent aan de normaalschool van Nijvel. Na zijn huwelijk werd hij in 1947 onderwijzer aan het Atheneum van Zinnik en het jaar nadien werd hij leraar wetenschappen en wiskunde in de middelbare school van Houdeng-Aimeries. In 1959 bemachtigde hij een diploma aan het Hoger Instituut voor Pedagogie in Morlanwelz en twee jaar later werd hij leraar aan de industriële school voor leerling-mijnwerkers.
Al vanaf jonge leeftijd militeerde Hurez voor de Socialistische Jonge Wacht en vanaf 1947 was hij vakbondsafgevaardigde binnen de sector Onderwijs van de vakcentrale CGSP, waarvan hij regionaal secretaris was. Ten tijde van de terugkeer van koning Leopold III aan het einde van de Koningskwestie nam hij deel aan een grote staking in het industriebekken in de Centre en was hij een van de initiatiefnemers van de Mars naar Brussel op 1 augustus 1950, die het aftreden van Leopold III zou veroorzaken. In 1958 was Hurez tevens betrokken bij de werkzaamheden van de Permanente Schoolpactcommissie en in de winter van 1960-1961 was hij een energieke deelnemer van de stakingen tegen de Eenheidswet.
De activiteiten van Hurez werden opgemerkt door Hector Roland, de federale secretaris van de PSB-federatie van het arrondissement Zinnik, die hem de derde plaats op de socialistische Kamerlijst in dit arrondissement aanbood. Bij de verkiezingen van maart 1961 werd Hurez verkozen tot volksvertegenwoordiger. Bij elke daaropvolgende verkiezing werd hij herkozen en uiteindelijk bleef hij in de Kamer van volksvertegenwoordigers zetelen tot aan de verkiezingen van november 1981, waarbij hij zich niet meer kandidaat stelde. Als Kamerlid legde hij zich toe op economisch herstel en planificatie en de democratisering van en het pluralisme binnen het onderwijs. Van 1971 tot 1972 was hij tevens quaestor van de Kamer. Door het toen bestaande dubbelmandaat zetelde hij van 1971 tot 1980 eveneens in de Cultuurraad voor de Franse Cultuurgemeenschap en daarna van 1980 tot 1981 in de Waalse Gewestraad en de Raad van de Franse Gemeenschap.
Ongerust over de snelle deïndustrialisatie in zijn provincie Henegouwen en aangetrokken door het programma van structuurhervormingen en federalisme dat als oplossing hiervoor werd uitgedragen door vakbondsman André Renard, sloot Hurez zich aan bij de Waalsgezinde drukkingsgroep Mouvement populaire wallon (MPW). Van 1962 tot 1963 was hij voorzitter van de regionale afdeling van de MPW in de Centre. Onder zijn invloed kwam de socialistische federatie van Zinnik meermaals in conflict met de nationale partijleiding van de PSB en Hurez behoorde samen met Freddy Terwagne, Ernest Glinne en André Cools tot de Waalsgezinde rebellen binnen de partij, die ze in federalistische richting wilden stuwen. Daarenboven was hij van 1963 tot 1964 lid van het Collège Exécutif de Wallonie, werd hij in 1962 propagandaverantwoordelijke van de regionale afdeling van Wallonie libre in de Centre en was hij van 1962 tot 1964 lid van het Centraal Comité voor Waalse Actie. Toen de PSB het in 1964 onmogelijk maakte om het lidmaatschap van de partij te combineren met dat van de MPW, besloot Hurez trouw te blijven aan de socialistische partij, maar niet zonder daarin het Waalsgezinde gedachtegoed te verdedigen. 
In 1969 volgde hij de overleden Joseph-Jean Merlot op als voorzitter van het Bestendig Comité van Waalse Socialistische Federaties. Hierdoor kreeg hij meer invloed binnen de partij en dit zorgde ervoor dat hij een ministeriële loopbaan doorliep. Van januari 1972 tot januari 1973 was hij Franstalig minister van Nationale Opvoeding in de regering-G. Eyskens V. Na de verkiezingen van 1974 werd hij door zijn partij als onderhandelaar naar de regeringsonderhandelingen door formateur Leo Tindemans afgevaardigd, maar de PSB besloot uiteindelijk niet in de regering te zetelen vanwege een andere visie over economische en institutionele hervormingen dan de andere partijen. In 1977 was hij tevens een van de onderhandelaars van het Egmontpact, de eerste (uiteindelijk mislukte) poging om België om te vormen tot een federale staat. Vervolgens was hij van juni 1977 tot april 1979 vicepremier en minister van Openbaar Ambt in de regeringen-Tindemans IV en Vanden Boeynants II. Na de vorming van de regering-Martens I was Hurez van 1979 tot 1980 voorzitter van de Cultuurraad van de Franse Cultuurgemeenschap en na het doorvoeren van de tweede staatshervorming was hij van 1980 tot 1981 de eerste verkozen voorzitter van de Waalse Gewestraad.
Op lokaal politiek niveau werd Hurez in oktober 1964 verkozen tot gemeenteraadslid van Strépy-Bracquegnies, waar hij van 1965 tot 1976 burgemeester was. Na de fusie met La Louvière werd hij daar begin 1977 gemeenteraadslid en burgemeester. Door gezondheidsproblemen trad Hurez in september 1984 af als burgemeester van de stad ten voordele van Michel Debauque. Hij zetelde daarna nog tot eind 1988 in de gemeenteraad.